# 떡붕어
떡붕어(일본어: 源五郎鮒 겐고로우부나[*], 영어: Japanese carp, 학명: Carassius cuvieri 카라시우스 쿠비에리[*])는 잉어과에 속하는 어류로, 학명은 카라시우스 쿠비에리(Carassius cuvieri)이다. 몸 길이 30cm 가량으로 붕어와 비슷하게 생겼다. 일본이 원산지이며 타이완에도 도입되었으며, 우리나라에는 1972년 일본에서 도입한 뒤 양식되어 전국에 방류되었다. 연못, 호수 또는 강 하류의 약간 깊은 곳에 살며, 때로는 표층 가까이에 나타나기도 한다. 몇 마리에서 몇 십 마리까지 떼를 지어 다니며, 시끄러운 소리에 잘 놀라 수면 위로 뛰어 오르는 성질이 있다. 부착성 조류를 먹고 살며 산란기는 5~6월이다. 큰 비가 온 뒤에 대량으로 알을 낳는다.